# Liste der Monuments historiques in Borville
Die Liste der Monuments historiques in Borville führt die Monuments historiques in der französischen Gemeinde Borville auf.

## Liste der Objekte
| Bezeichnung                        | Beschreibung                                  | Standort                        | Kennzeichnung | Schutzstatus | Datum | Bild |
| ---------------------------------- | --------------------------------------------- | ------------------------------- | ------------- | ------------ | ----- | ---- |
| Skulptur Schutzmantelmadonna       | Holz, farbig gefasst, 18. Jahrhundert         | in der Kirche St-Maurice (Lage) | PM54000101    | Classé       | 1960  |      |
| Altarkreuz und sechs Altarleuchter | Kupfer, vergoldet, Mitte des 18. Jahrhunderts | in der Kirche St-Maurice (Lage) | PM54000103    | Classé       | 1983  |      |